# Topshop
Topshop est une entreprise britannique, spécialisée dans la vente de vêtements, de chaussures, d'accessoires et de maquillage dite « fast fashion ». Propriété du groupe Arcadia (Burton, Dorothy Perkins), elle disposait de plus de cinq cents magasins et points de vente à travers le monde. Elle a été rachetée par ASOS le 1er février 2021.

## Histoire de la marque

### Origines de la marque
Avant sa fondation en 1964 et en tant qu'enseigne à part entière en 1973, Topshop, orthographié Top Shop à l'époque, appartenait à la chaîne de vêtements pour femme Peter Robinson détenue par le groupe Burton en 1946. Les collections de la marque Top Shop étaient créées par deux jeunes stylistes britanniques, Mary Quant et Stirling Cooper, qui en faisait une marque moderne. Stirling Cooper créa peu après sa propre marque vendue au sein de l'enseigne Top Shop.
Dans les années 1970, la marque Top Shop connait une grande expansion, représentant 30 % des bénéfices de Burton en 1978. Mais dans les années 1980, elle connut des difficultés avec un modèle économique et un style pas assez défini.

### Des années 1990 jusqu'à aujourd'hui: le renouveau de la marque
Avec l'arrivée de la jeune styliste Jane Shepherdson en 1984, diplômée de 21 ans du Royal College of Art comme directrice artistique, Topshop a réalisé un bénéfice de neuf millions de livres sterling dès la première année. Top Shop est devenu par la suite sponsor de la Fashion Week de Londres où la marque défile de 2005 à 2017.
En novembre 2020, Arcadia, la maison mère de Topshop, se place en procédure de redressement judiciaire à la suite de la crise du Covid-19. En février 2021, le cabinet Deloitte, qui gère la faillite du groupe Arcadia, annonce que le groupe de vente de vêtements en ligne Asos reprend la marque Topshop et ses stocks, mais pas ses 70 magasins existant, qui vont fermer. Ce sont ainsi 2 500 emplois qui sont directement menacés.

## Activité et magasins

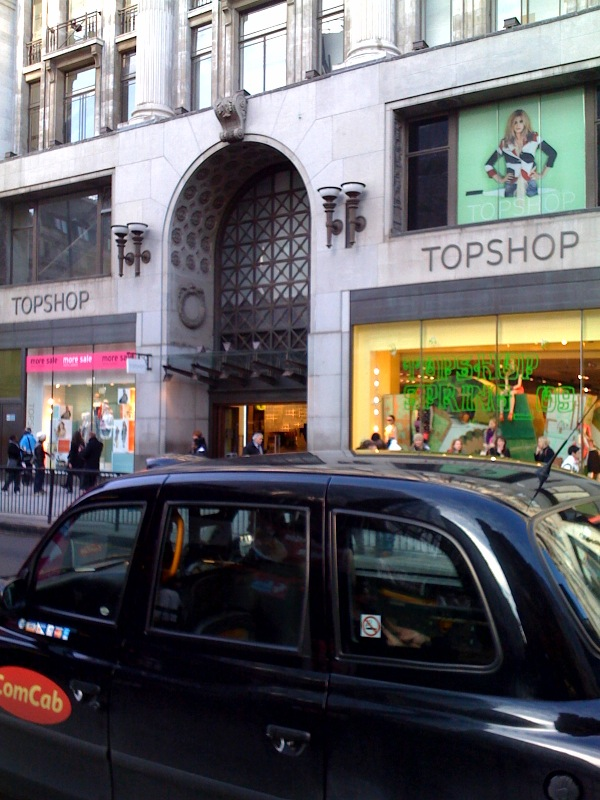
Magasin Topshop à Oxford Street, Londres, le temple de la mode.

Entreprise internationale, Topshop est présent dans 37 pays mais la majorité de ses points de vente se trouvent en Angleterre avec plus de 300 magasins sur 500. Un magasin de vente en ligne est disponible dans la majorité des pays où elle dispose d'une franchise.
Topshop est détenu à 75 % par le groupe Arcadia. Les 25 % restants appartiennent au groupe d'intérêts privés américain Leonard Green & Partners dans le but d'étendre la présence de la marque aux États-Unis.
En 2005, Topshop réalise un chiffre d'affaires de 740 millions d'euros et 150 millions d'euros de bénéfices.

### Magasins phares
- Oxford Circus à Londres : considéré comme le plus grand point de vente du monde[7] avec ses 8 400 m2 sur 5 étages, il accueille chaque jour plus de 28.000 visiteurs.
- Liverpool One à Liverpool : ouvert en 2009, il dispose de 5 600 m2 de surface de vente, et il représente le premier magasin anglais à inclure un salon de coiffure, deux magasins de chaussures et un magasin Topman, sur le modèle concept-store américain.
- 5e avenue à New York : premier magasin de la marque aux États-Unis ouvert en 2014, il mesure 3 700 m2.

## Produits et collections

### Prêt-à-porter

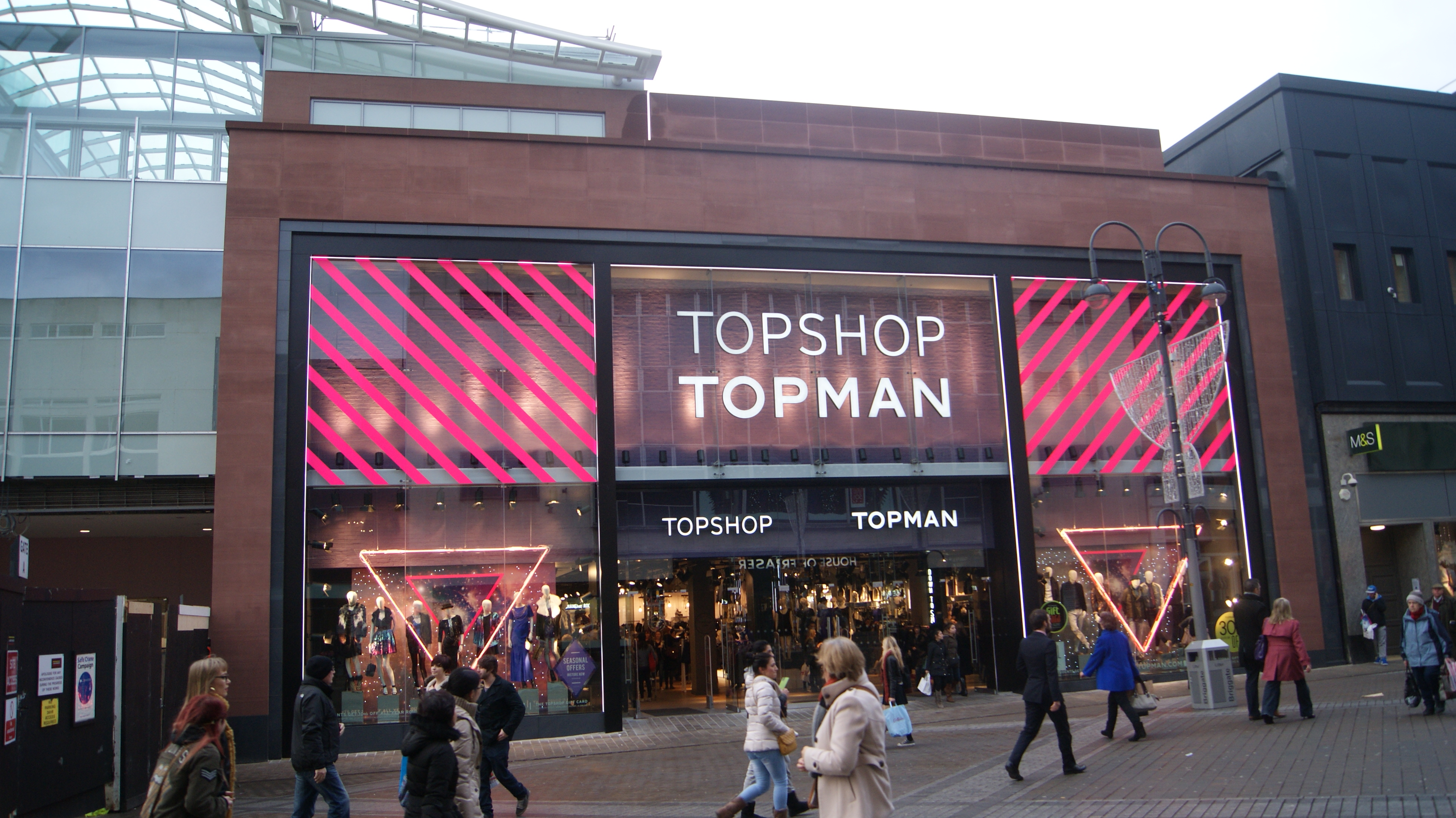
Boutique Topshop et Top Man.

Depuis les débuts de la marque en 1964, l'enseigne Topshop a été une des pionnières à proposer une large gamme de produits à la vente au-delà de la seule vente de vêtements : accessoires, chaussures, lingerie, maquillage, et ce, à des prix abordables, comme l'enseigne espagnole Zara et la marque suédoise H&M. Chaque semaine, Topshop renouvelle ses collections de prêt-à-porter de 300 nouvelles pièces, et fait de la nouveauté et des tendances, sa marque de fabrique.
Topshop possède d'une enseigne de prêt-à-porter pour homme, appelée Topman, avec des magasins physiques qui lui sont propres. Fin d'année 2015, la marque lance une collection sport nommée Parkwood Topshop Athletic pour faire de la tenue de sport un vêtement tendance. Elle collabore à cette occasion avec la chanteuse Beyoncé, aussi connue pour ses performances en danse et de show en concert.
Dans un esprit plus haut de gamme, l'enseigne Topshop a créé deux collections : Topshop Premium et Topshop Boutique. La première représente une collection luxe et la seconde répertorie les vêtements phares de la saison dans un esprit toujours de tendance.

### Collections de créateurs

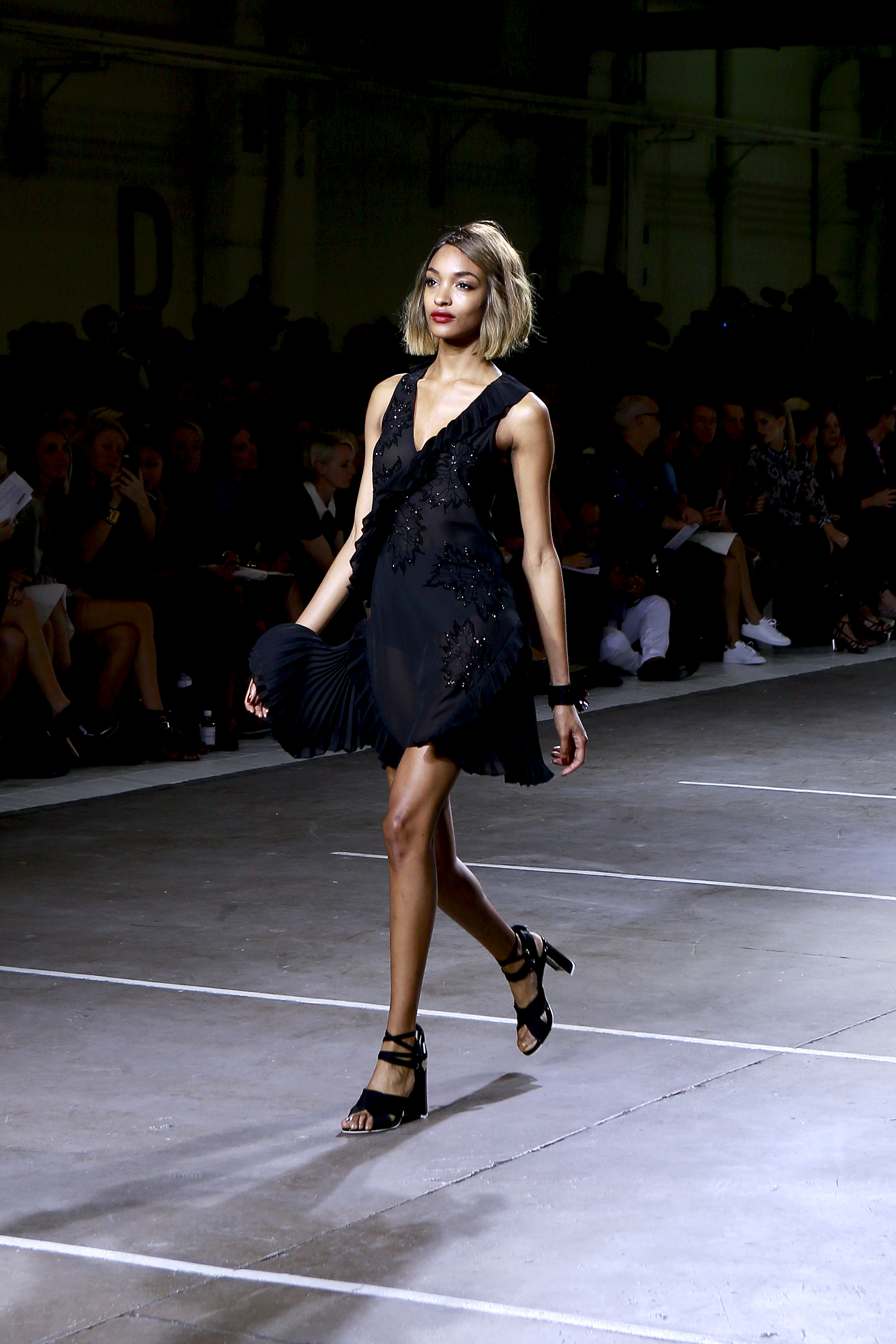
défilé Topshop Fashion Week Londres.

#### Topshop Unique: la collection des défilés
Dotée d'équipes artistiques et de jeunes stylistes, la marque Topshop possède une partie importante dédiée à la création. Elle réunit ses différents modèles dans la collection Unique créée en 2001. Remarquée pour sa modernité et son innovation[réf. nécessaire], la collection Unique a fait de Topshop la seule marque de prêt-à-porter présente à la Fashion Week de Londres depuis 2005. La collection n'est pas disponible à la vente mais consultable sur la boutique en ligne de la marque au moment des défilés.

#### Le programme New Generation et les collections capsules
Depuis le tournant des années 1980 avec Jane Shepherdson à la direction artistique, Topshop a su s'entourer de stylistes et jeunes créateurs. Elle sponsorise ainsi depuis 2011 le programme New Generation, un programme qui permet de financer les collections de jeunes créateurs et de lancer la carrière des stylistes de demain.
La marque est également connue pour ses collaborations autant auprès d'artistes que de célébrités qui donnent lieu à des « collections capsules ». Elle a ainsi travaillé avec les stylistes Alexander McQueen et Christopher Kane. Au-delà du milieu de la mode, l'enseigne a cherché la créativité d'artistes comme la britannique Stella Vine pour une collection inspirée de ses œuvres d'art. Plus récemment, elle s'associe à des célébrités comme la top model Kate Moss en 2007 et 2014 qui participe directement à la création artistique ou encore la chanteuse Beyoncé pour sa collection sportswear. Le but des collections capsules étant d'associer la marque au talent et à la renommée mondiale de ces personnalités, faisant davantage connaître Topshop dans le monde entier tout en restant accessible.

## Topshop en France et au Québec
En France, l'enseigne est présente depuis février 2013 aux Galeries Lafayette Haussmann de Paris, d'abord comme un Pop up store, c'est-à-dire en tant que stand éphémère. Face au succès rencontré par cette première ouverture, il est devenu un stand permanent en juin 2014 et un autre stand a ouvert dans le quartier du Marais à Paris. En province, Topshop a ouvert des stands dans les Galeries Lafayette de Toulouse et Strasbourg.
Au Québec, Topshop est présent dans six boutiques et dans trente magasins dans l'ensemble du Canada.